# Pandan (Tanah Abang)
Pandan is een bestuurslaag in het regentschap Muara Enim van de provincie Zuid-Sumatra, Indonesië. Pandan telt 3120 inwoners (volkstelling 2010).